# Abioseston
Prin abioseston (din limba greacă: a = fără; bios = viață; seio = a agita) se înțelege componenta abiotică a sestonului, de origine organică, în majoritate detritus aflat în suspensie în apă.
Poartă și denumirea de tripton. 
Abiosestonul poate fi de origine:
- autohtonă (produs de biocenoza apei, rezultat din activitatea planctonului, nectonului, pleustonului, și bentosului din respectivul bazin acvatic) și
- alohtonă (produs de alte biocenoze, spre exemplu cele terestre, și ajuns accidental în apă).

Abiosestonul aflat în mare cantitate în masa apei poate împiedica pătrunderea luminii în straturile profunde, având drept consecință scăderea intensității fotosintezei, care duce la scăderea producției biologice primare.
În cantități moderate, abiosestonul este o sursă importantă de hrană pentru unele animale acvatice. 